# Kolotl
Genre
Kolotl est un genre de scorpions de la famille des Diplocentridae.

## Distribution
Les espèces de ce genre sont endémiques du Mexique.

## Liste des espèces
Selon The Scorpion Files (06/06/2020) :
- Kolotl magnus (Beutelspacher & López-Forment, 1991)
- Kolotl poncei (Francke & Quijano-Ravell, 2009)

## Publication originale
- Santibáñez-López, Francke & Prendini, 2014 : Kolotl, n. gen. (Scorpiones: Diplocentridae), a New Scorpion Genus from Mexico. American Museum Novitates, no 3815, p. 1-28 (texte intégral).